# Herbert Bresching
Herbert Bresching (* 7. Mai 1911 in Zossen; † 2. Juni 1966 in Berlin) war ein deutscher Radrennfahrer.

## Sportliche Laufbahn
Seine Laufbahn als Radsportler begann 1929 beim Verein RV Mittenwalde. 1931 wechselte er zum Verein RV Eiche Zossen. Nachdem er 1931 den ersten Platz beim Rennen Rund um das Stettiner Haff belegt hatte, stieg er in die A-Klasse der Amateure auf.
1936 musste er sich vom Radsport auf Grund eines andauernden Magenleidens verabschieden. Er arbeitete in der chemisch-technischen Branche, ohne weiterhin Sport zu betreiben. 1942 wurde er als gesundet gemustert und zur Wehrmacht einberufen. Er hatte die Möglichkeit, wieder auf dem Rad zu trainieren und versuchte sich als Steher. 1943 gewann er den Straßenpreis von Bochum während eines Urlaubes, sowie das Rennen Rund um die Hainleite. 
Nach Ende des Zweiten Weltkrieges wurde er 1946 Berufsfahrer und beendete in diesem Jahr Rund um Berlin auf dem dritten Platz, 1947 wurde er hinter Hans Preiskeit dann Zweiter. Nach Beendigung seiner aktiven Laufbahn wechselte er ins Fach der Schrittmacher und bestritt Steherrennen. Bei Sechstagerennen war er mehrfach in der Organisation tätig und war dort für die Prämien der Fahrer verantwortlich.